# GP Belek
El GP Belek es una carrera ciclista turca que se celebra en el mes de enero alrededor de Alanya en la provincia de Antalya. La carrera se organizó por primera vez en el año 2020 y forma parte del UCI Europe Tour bajo la categoría 1.2.

## Palmarés
| Año  | Ganador    | Segundo     | Tercero        |
| ---- | ---------- | ----------- | -------------- |
| 2020 | Emre Yavuz | Onur Balkan | Alexei Shnyrko |

## Palmarés por países
| País    | Victorias |
| ------- | --------- |
| Turquía | 1         |